# フィンガルの洞窟 (メンデルスゾーン)
『フィンガルの洞窟』（フィンガルのどうくつ）作品26は、フェリックス・メンデルスゾーンが1830年に作曲した演奏会用序曲である。原題は『ヘブリディーズ諸島』（ドイツ語: Die Hebriden）であるが、日本語では通称の『フィンガルの洞窟』の方が多く用いられる。ロ短調の序奏なしのソナタ形式で作曲されている。現在に至るまで、オーケストラの標準的なレパートリーとして盛んに演奏されている。

## 概要
メンデルスゾーンが初めてイングランドを訪れたのは、20歳の誕生日を祝ってドイツ人貴族の招待にあずかった時だった。イングランド旅行に続いて、メンデルスゾーンはスコットランドに進み、その地で交響曲『スコットランド』を着想する。だがスコットランド旅行中にメンデルスゾーンは、嵐の夜のヘブリディーズ諸島を訪ねてスタファ島に辿り着き、観光客に人気のフィンガルの洞窟で霊感を受けたのである。当時フィンガルの洞窟は35フィートの高さと200フィートの水深があり、玄武岩の色とりどりの石柱からなっていた。メンデルスゾーンはその後直ちに序曲の開始主題を書き下ろし、それを姉ファニーに書き送って次のように書き添えた。「僕がヘブリディーズ諸島にどんなにひどく感銘を受けたか分かってもらえるように、頭に思い浮かんだものを姉さんに届けようと思います」
メンデルスゾーンを嫌っていたリヒャルト・ワーグナーさえもこの作品を「一流の風景画のような作品」として絶賛していた。
作品は1830年12月16日に完成され、当初は『孤島』（独語：Die einsame Insel ）と題されていた。しかしながらメンデルスゾーンは後に譜面に手を入れ、1832年6月20日に改訂作業を終えると、『ヘブリディーズ諸島』と改名したのである。にもかかわらず、『フィンガルの洞窟』という通称も使われた。パート譜には『ヘブリディーズ諸島』と題されていたが、総譜には作曲者自身によって『フィンガルの洞窟』と題されていたためである。初演は1832年5月14日にロンドンで行われ、演奏会用序曲『夏の夜の夢』も併せて上演された。
自筆譜はオックスフォード大学ボドリー図書館に保存されている。

## 内容
この作品は、序曲と題されているが、単独で完結した作品として意図されている。物語性はなく、標題音楽に分類することはできない。この作品ではむしろ、気分やいくつかの光景を描き出しており、いわば描写的な標題音楽の先駆けに位置付けることはできよう。
作品は2つの主題で構成されている。冒頭の主題は、メンデルスゾーンが洞窟を訪れた後に書き付けた主題で、主にヴィオラ、チェロ、ファゴットによって呈示される。この情緒的な主題は、洞窟の力強さと心打つ美景を想起させつつ、侘しさや孤独感を表出することが意図されている。一方の第2主題は、海の動きや「逆巻く波」が描写されている。標準的なソナタ形式で作曲されており、コーダにおいて最初の主題が戻ってきて結びとなる。
演奏時間は9分程度である。

## 楽器編成
フルート2、オーボエ2、クラリネット2、ファゴット2、ホルン2、トランペット2、ティンパニ、弦五部